# 李崇义
李崇义（?—?），唐朝宗室，太祖李虎玄孙，襄武县公李蔚曾孙，赵郡公李安之孙，凌烟阁功臣河间郡王李孝恭之子。
李崇义嗣父爵，降为谯国公，历蒲州、同州、絳州、陝州、幽州、夏州六州刺史，益州大都督长史，甚有威名。担任同州刺史时，开始看不上年轻的同州司户参军裴琰之（裴漼之父）。对他说：“同州，三辅，吏事繁重，你要是求轻便之官，不要留此！”裴琰之唯唯。州中有积年旧案数百道，李崇义让裴琰之断案。裴琰之命书吏数人，连纸进笔，一日断毕，文翰精美，与夺合理。李崇义惊道：“裴公为什么藏锋芒，以铸成鄙夫之过？”于是裴琰之名动一州，号“霹雳手”。李崇义在宗正卿任上去世。

## 子
- 李尚丘，襲譙國公、河西县令。
- 李尚範。
- 李可道，揚府戶曹參軍。
- 李尚旦。
- 李尚古。
- 李尚賓，延州刺史。